# 王澜静
王澜静（2005年3月10日—），浙江杭州人，中国艺术体操运动员，2024年夏季奥林匹克运动会艺术体操比赛集体全能金牌得主。

## 经历
2011年年初，不到6岁的王澜静被选入杭州市陈经纶体育学校，同年起在西湖小学就读，2014年在浙江省运动会获得三个单项冠军和一个团体冠军，2014年12月由杭州陈经纶体校艺术体操队输送至浙江省艺术体操队，2017年小学毕业后于10月进入中国国家青年队训练，2020年12月入选国家集训队，由北京奥运会集体全能银牌得主孙丹指导。